# ماهی دندان‌خنجری
ماهی دندان‌خنجری (نام علمی: Evermannellidae) نام یک تیره از راسته لوله‌سانان است.